# 이랜드몰
이랜드그룹, 이랜드리테일의 공식 이커머스 플랫폼인 이랜드몰(ElandMall)은 '거품없이 누리는 세상'이라는 미션을 가지고, 2016년에 그랜드 오픈하여 고객이 원하는 브랜드를 착한 가격에 제공하고 있다.
3040 영맘 라이프스타일 플랫폼인 [이랜드몰]은
각 컨텐츠를 잘 보여줄 수 있는 "카테고리킬러 전문몰"과 
이랜드그룹의 "브랜드공식몰"이 연결되어 모선의 역할을 하고 있다. 
카테고리킬러 전문몰로는 
아동편집플랫폼인 [키디키디], 
명품전문몰 [럭셔리갤러리],
식품전문몰 [킴스클럽], 
슈즈SPA전문몰 [슈펜], 
라운지웨어전문몰 [애니바디], 
리빙전문몰 [모던하우스]가 있다.
브랜드공식몰로는
스파오, 미쏘, 로엠, 에블린, 후아유, 폴더가 있다.
이랜드몰은 19년 출범한 이랜드그룹의 500만명 통합회원(활성기준)의 역량과 이랜드그룹 계열사 총 1,000만명의 마케팅 채널회원을 연결해서 시너지를 내고 있다.
1. 주요 캠페인으로는 이득데이(매달 22일 진행), 반값위크, 극한특가, 럭키딜, 카테고리 위크가 있다.
2. 매일 오전 11시 또는 저녁 7시에 진행하는 라이브커머스 <이랜드몰 라이브딜>를 통해서 실시간으로 고객과 소통하며 상품을 판매하고 있다. 라이브딜 진행 시, 이랜드몰만의 라이브커머스 전담팀이 <다해줌 서비스>로 입점업체는 상품만 준비하면, 기획,쇼호스트섭외,촬영,마케팅 등 종합패키지를 무료로 지원하고 있다. 타 플랫폼이 라이브커머스 진행 시, 추가 수수료, 실비 부담 등을 요청하며 회당 최대 300만원까지 요구하는 것에 비해서 입점업체와의 상생을 하며 ESG를 실천하려는 부분이 인상적이다. 회당 5천~1억 이상을 매출을 내며 순항 중이다.
3. 국내 주요 종합몰, 백화점몰, 홈쇼핑몰, 소셜커머스 총 20개의 채널에 연동되어 상품을 판매하는 <쇼핑몰 종합솔루션>서비스도 제공하고 있다. 이는 연동솔루션 인프라를 제공하는 것 뿐 아니라, 각 채널과 매칭된 연동영업전담팀에서 브랜드가 원하는 채널에 브랜드의 상품들은 노출함으로서 브랜드 홍보와 브랜딩도 지원하고 있다.
4. 이를 바탕으로 이랜드몰은 오프라인까지 연결한 <다채널 연결 소진포트폴리오>무료 컨설팅과 실제 판매를 진행하고 있다.
5. 국내 최다 지점을 가지고 있는 모기업인 이랜드리테일과의 시너지를 내는 것에 힘을 쏟고 있다. 45개 지점의 상품은 모두 이랜드몰에서 만날 볼 수 있는데, 특히 월 2회 진행되는 NC위크, NC무배위크는 오프라인에서 체험 한 상품을 착한 가격으로 만나볼 수 있어 강력 추천한다.
6. 22년 1월31일, 이랜드몰은 그동안에 엔드 유저들 최다/최대 불만이었던, 숨바꼭질 끝판왕처럼 숨은 상품들을 쏙쏙들이 파헤치고 뽑아서 새판에 정리했다. 숨은 360만 상품들을 19개 카테고리, 1200개 아이템, 1,800개 브랜드로 정리하니 상품찾기가 클릭 3번이면 충분하다. 아울렛상품들과 브랜드신상품이 섞여서 3040영맘이 좋아할 만한 컨텐츠가 아동, 리빙뿐 만아니라 늘어난 느낌이 확든다. 이랜드몰이라고 이랜드그룹 브랜드만 파는 곳이라는 고객편견을 깨고자 노력한다.
관련기사)
https://m.blog.naver.com/PostView.naver?blogId=eland_group&logNo=222685805309